# Freja (satellite)
Freja  un satellite scientifique suédois chargé d'étudier  l'ionosphère et la  magnétosphère terrestre. Développé en coopération avec l'Allemagne et emportant des expériences scientifiques d'autres pays, il a été lancé par une fusée   Longue Marche 2C le 6 octobre 1992 et sa mission s'est achevée le 30 juin 1995. Il s'agissait du deuxième satellite développé par l'Agence spatiale suédoise.

## Contexte
Freja prend la suite de la mission du premier satellite suédois Viking consacré à l'étude de la magnétosphère. Comme celui-ci, il embarque des instruments scientifiques de plusieurs pays mais son financement provient uniquement de la Suède à hauteur de 75 % et de l'Allemagne pour le solde. Le coût de la mission a été volontairement maintenu dans une fourchette basse (environ 100 millions de couronnes soit 13 millions $) sans pour autant réduire la redondance ni sacrifier la charge utile qui comprend pas moins de 8 instruments scientifiques.

## Objectifs scientifiques
Freja a pour objectif d'étudier les caractéristiques de la structure fine du plasma dans la partie basse de la zone où les particules formant les  aurores boréales  sont accélérées. Les instruments de Freja doivent permettent de détailler les processus qui échauffent/accélèrent le plasma de l'ionosphère puis l'éjectent dans la magnétosphère. Une portion de l'orbite sur laquelle circule le satellite (entre 600  et   1 750 km) traverse la partie supérieure de l'ionosphère et la région inférieure dans laquelle se produit le transfert d'énergie à l'origine des aurores boréales. Cette zone a déjà été bien étudiée par des engins spatiaux précédents mais Freja dispose d'instruments scientifiques de dernière génération et d'une capacité élevée de stockage et de transmission des données  qui doit lui permettre d'améliorer d'au moins un ordre de grandeur la résolution spatiale et temporelle des résultats.

## Caractéristiques techniques
Le satellite d'une masse de 255,9 kg dont 42 kg pour les ergols, a la forme d'une toupie de 2,2 mètres de diamètre. L'axe de l'engin pointe en direction du Soleil de manière que les panneaux solaires (1,08 m2), qui fournissent une puissance maximale de 137 watts et sont situés au sommet du satellite, soient en permanence éclairés. Le satellite est spinné à raison de 10 tours par seconde et son orientation est maintenue grâce à des magnéto-coupleurs. Le satellite comporte une mémoire de masse d'une capacité de 15 mégaoctets. Les données sont transmises aux stations terrestres en bande S avec un débit allant jusqu'à 524 kilobits par seconde.

## Charge utile
Le satellite emporte 8 instruments représentant une masse de 73,1 kg (dont 21,6 kg d'antennes et de mats) et consommant environ 66,1 watts :
- Instrument de mesure des champs électriques développé par l'Institut royal de technologie (Suède)[2].
- Magnétomètre développé par le Laboratoire de physique appliquée  de l'université Johns-Hopkins, États-Unis[3].
- Instrument de mesure des plasmas froids développé par le Conseil national de recherches Canada, Canada[4].
- Instrument de mesure des plasmas chauds développé par l'Institut suédois de physique spatiale, Uppsala, Suède[5],
- Instrument de mesure des ondes et de la densité du plasma développé par l'Institut suédois de physique spatiale, Uppsala, Suède[6],
- Caméra fonctionnant dans l'ultraviolet pour filmer les aurores boréales  développé par l'Université de Calgary, Canada. Deux caméras permettent de réaliser des prises d'image espacées de 6 secondes[7].
- Mesure des flux d'électrons développé par l'Institut Max-Planck, Allemagne[8].
- Spectromètre à électrons et corrélateur développé par l'Institut Max-Planck, Allemagne[9].

## Déroulement de la mission
Pour remplir ses objectifs, le satellite a été placé sur une orbite basse elliptique (1 756 × 601 km) avec une inclinaison de 63° par un lanceur chinois Longue Marche 2C le 6 octobre 1992. La mission a été un succès en permettant d'obtenir des données détaillées sur les micro-phénomènes physiques à l’œuvre au sein des aurores boréales. La mission s'est achevée le 14 octobre 1996.